# Ağsuçay
Ağsuçay (ryska: Агсучай) är ett vattendrag i Azerbajdzjan. Det ligger i den sydvästra delen av landet, 300 kilometer väster om huvudstaden Baku.
Trakten runt Ağsuçay består i huvudsak av gräsmarker. Runt Ağsuçay är det ganska glesbefolkat, med 43 invånare per kvadratkilometer.